# مرگ لیو فان
لیو فان (به چینی ساده: 柳帆)(زادهٔ اکتبر ۱۹۶۰ – درگذشته در ۱۴ فوریه ۲۰۲۰) معاون سرپرستار بیمارستان ووجانگ در ووهان، هوبئی بود. او نخستین پرستاری بود که بر اثر ابتلا به کروناویروس سندرم حاد تنفسی ۲ درگذشت. وی هنگام مرگ ۵۹ سال داشت.
مرگ او واکنش‌های گسترده‌ای را در اینترنت چین برانگیخت. والدین و برادرش پیش از او بر اثر ابتلا به ویروس کرونا جان باختند که بسیاری از کاربران این واقعه را «انقراض خانوادگی» (灭门) توصیف کردند. بسیاری شرایط کاری او را در دوران شیوع غیرقابل قبول دانستند. در ابتدا، خبر درگذشت او به‌عنوان «شایعه ساختگی» اعلام شد. از سوی دیگر، درگذشت برادرش، چانگ کای، که کارگردانی سرشناس بود، واکنش‌های اینترنتی گسترده‌ای به همراه داشت و یاد او گرامی داشته شد. واکنش‌های اولیه بیمارستان به مرگ او با انتقادات شدیدی مواجه شد، به‌طوری که بیمارستان و دولت ووهان مجبور به صدور بیانیه‌هایی برای توضیح شرایط پیرامون مرگ او شدند.

## زندگی
در سال ۲۰۱۶، لیو پس از رسیدن به سن بازنشستگی، در اتاق تزریقات سرپایی بیمارستان ووجانگ مجدداً استخدام شد. در سال ۲۰۱۷، پس از تعطیلی این واحد، او به‌عنوان پرستار اتاق تزریقات به مرکز خدمات بهداشت جامعه خیابان لی‌یوان، وابسته به بیمارستان، منتقل شد. لیو تا ۲ فوریه ۲۰۲۰ همچنان در حال خدمت بود. در ۷ فوریه، در بخش غربی بیمارستان ووجانگ به کووید-۱۹ مبتلا شد و همان روز در بیمارستان بستری گردید. با وجود داشتن بیماری‌های زمینه‌ای متعدد، وضعیت او به‌تدریج وخیم‌تر شد. در ۱۲ فوریه، به بخش مراقبت‌های ویژه در بخش شرقی بیمارستان منتقل شد. او در ۱۴ فوریه ۲۰۲۰، ساعت ۱۸:۳۰، در سن ۵۹ سالگی درگذشت.
بیمارستان ووچانگ درگذشت او را تسلیت گفت. برادر کوچکتر لیو، چانگ کای، مدیر بخش ارتباطات خارجی استودیوی فیلم هوبئی بود. پیش از درگذشت لیو فان، هر دو والدین و برادرش نیز بر اثر ابتلا به ویروس کرونا جان خود را از دست دادند. همسر و دختر او در قرنطینه بودند، اما نشانه‌ای از عفونت در آن‌ها مشاهده نشد.

## جنجال‌ها پس از درگذشت
خبر درگذشت او در ابتدا به‌سرعت در اینترنت منتشر شد، زیرا گفته می‌شد که وی هنگام مراقبت از بیماران مبتلا به کووید-۱۹ دسترسی به تجهیزات حفاظتی اولیه نداشته است و هر دو والدینش نیز بر اثر این ویروس جان خود را از دست داده‌اند. مرگ او همچنین مورد توجه قرار گرفت، زیرا او نخستین پرستاری بود که بر اثر کووید-۱۹ درگذشت، در طول هفته سال نوی چینی در حال خدمت بود و در روز ولنتاین جان باخت، درحالی‌که والدینش پیش از او درگذشته بودند و تنها برادرش در بخش مراقبت‌های ویژه بستری بود. این خبر بعدها از سوی سانسورچیان رسمی به عنوان «شایعه ساختگی» اعلام شد، که ادعا می‌کردند هیچ‌یک از این گفته‌ها صحت ندارند و افرادی که این خبر را منتشر کرده‌اند، از سوی «قدرت‌های خارجی» هدایت شده‌اند.
جزئیات این ماجرا بعداً تأیید شد و واکنش‌های بیشتری را برانگیخت، به‌ویژه هنگامی که مشخص شد او و کارگردان مشهور، چانگ کای، خواهر و برادر بودند. خبر درگذشت زودهنگام او توجهات گسترده‌ای را به خود جلب کرد، زیرا گزارش شده بود که تمام چهار عضو خانواده او به دلیل کمبود تخت‌های بیمارستانی بر اثر همان بیماری جان خود را از دست داده‌اند، درحالی‌که تنها پسرش که در بریتانیا تحصیل می‌کرد از این سرنوشت جان سالم به در برد و وصیت‌نامه‌ای که با لحنی تند و عاطفی خطاب به شرایطش نوشته شده بود، توسط دوستانش منتشر شد.
یکی دیگر از جنجال‌های مرتبط با مرگ او زمانی بروز کرد که بیمارستانش به «اقدامات ضد انسانی»، «تحقیر سازمان یافته پرستاران» و «سرزنش ضمنی او برای مرگش» متهم شد. عباراتی که توسط بیمارستان در یک مصاحبه استفاده شد، مانند «او فقط یک پرستار تزریقات بود»، «بیمارستان او را در یک شغل خط مقدم قرار نداده بود» و «بیمارستان به شدت از تمامی کارکنان می‌خواهد که از خود مراقبت کنند»، با انتقادات شدید مواجه شد. دولت شهر ووهان مجبور شد بیانیه‌ای عمومی برای پاسخ‌گویی به شرایط او منتشر کند.